# Friderika Bayer
Friderika Bayer (Budapest, 4 ottobre 1971) è una cantante ungherese. Friderika ha studiato canto, seguendo lezioni private per cinque anni, e si è diplomata nel 1989.
Friderika ha ottenuto il successo internazionale grazie alla sua partecipazione all'Eurovision Song Contest 1994 per l'Ungheria, cantando Kinek mondjam el vétkeimet. La canzone si è piazzata quarta, totalizzando 122 punti. Il singolo è stato incluso nell'album di debutto di Friderika, che in soli due mesi ha ottenuto il disco d'oro in Ungheria per aver venduto oltre 50 000 copie.
La discografia di Friderika Bayer consiste in sette album di inediti, due album di musica per bambini (Bölcsődalok e Az álmok tengerén) e cinque CD singoli (Kinek mondjam el vétkeimet, Elkésett karnevál, Úgy illesz hozzám, Feltárcsáztad a szívem e Kincs, ami van).

## Discografia
- 1994 - Friderika
- 1996 - Friderika II
- 1998 - Boldog vagyok
- 1999 - Kincs, ami van
- 2001 - Hazatalálsz
- 2003 - Gospel
- 2006 - Sáron rózsája